# Tiếng Maithil
Tiếng Maithil (मैथिली, 𑒧𑒻𑒟𑒱𑒪𑒲, Maithilī) là một ngôn ngữ ở miền đông Ấn Độ, chủ yếu là các bang Bihar, Jharkhand và nhiều nơi ở bang Tây Bengal, trung tâm văn hóa và ngôn ngữ là các thành phố Madhubai và Darbhanga. Tiếng Maithil cũng được sử dụng ở vùng Terai ở Nepal, chủ yếu ở phía đông của Vùng Narayani . Cái tên Maithii xuất phát từ "Mithila", một vương quốc cổ xưa. Maithil cũng là một trong các tên của Sita, vợ của vua Rama và là con gái của vua Janaka.
Tiếng Maithil thuộc ngữ chi Ấn-Arya, Ngữ hệ Ấn-Âu. Các nhà ngôn ngữ học coi tiếng Maithil là một ngôn ngữ Đông Ấn, theo đó ngôn ngữ này khác biệt so với tiếng Hindi, vốn là một ngôn ngữ Trung Ấn. Theo thống kê tại năm 2001 tại Ấn Độ có 12.179.122 người nói tiếng Maithil, nhưng một số tổ chức khác nhau đã có ý kiến trái chiều và cho rằng con số thực những người nói tiếng Maithil cao hơn nhiều so với số liệu chính thức. Tổ chức SIL ước tính có hơn 35 triệu người. Năm 2003, tiếng Maithil trở thành một ngôn ngữ được thừa nhận trong Hiến pháp Ấn Độ, và có thể được sử dụng trong giáo dục, hành chính và trong các trường hợp chính thức khác.
Tiếng Maithil vốn viết bằng chữ Maithil (cũng được gọi là chữ Tirhuta hay Mithilakshar) và chữ Kaithi. Ngày nay, chữ Devanagari được sử dụng nhiều nhất. Một nỗ lực đang được thực hiện để bảo tồn chữ Maithil và phát triển ngôn ngữ này để có thể sử dụng trên các thiết bị truyền thông điện tử bằng việc mã hóa các chữ cái trong font Unicode.